# Dasyhelea eremita
Dasyhelea eremita är en tvåvingeart som beskrevs av Remm et Nasarmuchamedov 1969. Dasyhelea eremita ingår i släktet Dasyhelea och familjen svidknott. Inga underarter finns listade i Catalogue of Life.